# Patrick Vervoort
Patrick Vervoort (Beerse, 17 januari 1965) is een oud-voetballer uit België.

## Carrière
De linkse middenvelder/verdediger begon bij de jeugd van Beerschot VAV te voetballen en bereikte het A-elftal van die club in 1982. Vervoort speelde vijf seizoenen bij de club uit Antwerpen. Na zijn vijfde seizoen trok hij naar RSC Anderlecht.
Bij RSC Anderlecht won hij in zijn eerste twee seizoenen de Beker van België. In 1990 verliet Patrick Vervoort RSC Anderlecht en België en trok naar het Franse Girondins de Bordeaux. Na één seizoen Frankrijk belandde hij in Italië, waar hij voor het relatief bescheiden Ascoli ging spelen. Daar speelde hij slechts 17 wedstrijden in de Serie A en hij ging in 1992 terug naar België, in de hoop meer speelkansen te krijgen.
In België ging hij voor Standard Luik voetballen. Hij bleef er tot en met 1995 en maakte dus het seizoen 1994-1995 nog net mee. Dat seizoen strandde Standard op de tweede plaats in de Jupiler League, net achter zijn voormalige club Anderlecht. Hij kwam dat seizoen echter weinig in actie door de concurrentie met Gunther Schepens en Philippe Léonard.
In 1996 speelde hij even voor het Nederlandse RKC Waalwijk en trok toen naar Portugal waar hij speelde voor Vitoria Guimaraes. In 1997 belandde hij opnieuw in Frankrijk. Daar speelde hij in de Ligue 2 voor SC Toulon. In 1998 maakte hij een einde aan zijn loopbaan als voetballer, hij was toen 33 jaar.

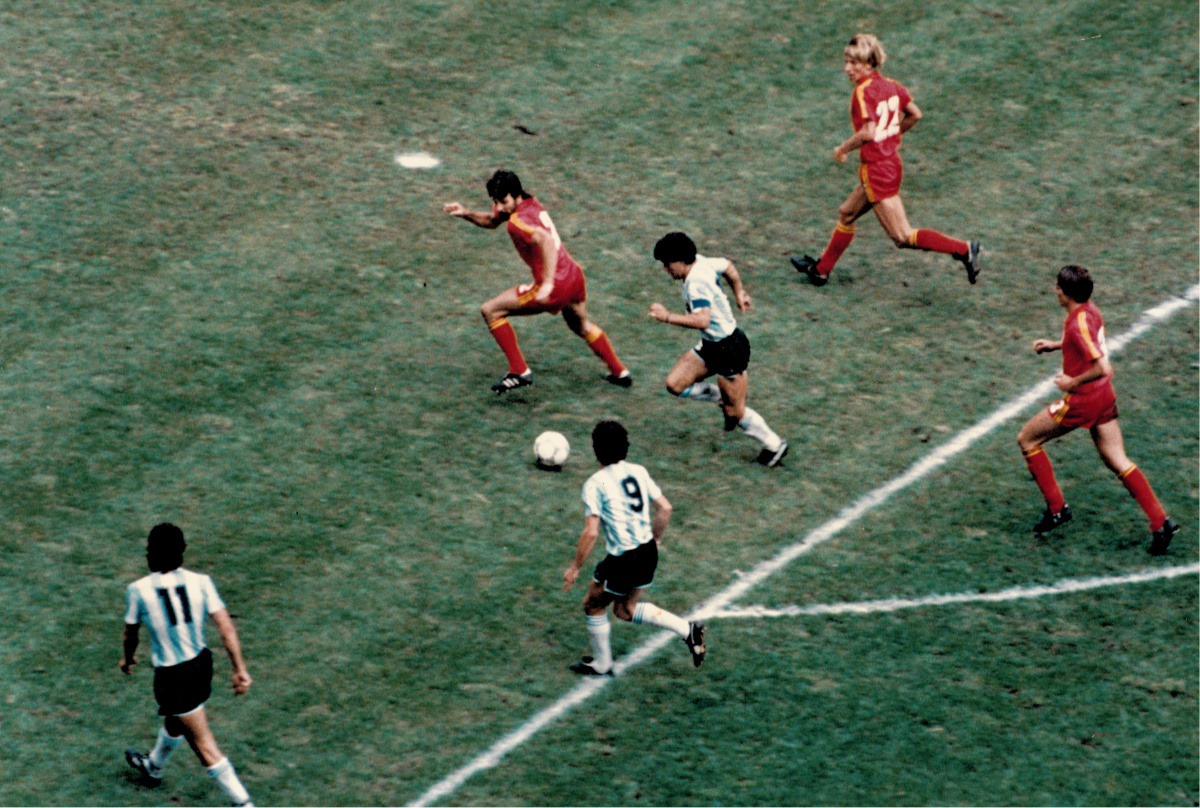
Diego Maradona aan de bal met Vervoort bovenaan.
Argentinië-België, halve finale WK 1986

Vervoort speelde 32 keer voor de Rode Duivels en nam deel aan de WK's van 1986 en 1990.
Vervoort werd vervolgens manager van onder anderen Mousa Dembélé.

## Palmares

### Player
RSC Anderlecht
- Beker van België: 1987–88, 1988–89
- SuperCup: 1985, 1987,
- UEFA Beker der Bekerwinnaars: 1989-90 (finalist)

Standard Liège
- Beker van België: 1992–93

### Internationaal
Belgium
- FIFA Wereldkampioenschap: 1986 (vierde plaats)[3]